# Équipe de Belgique de beach soccer
L'équipe de Belgique de beach soccer est la sélection nationale des meilleurs joueurs belges de beach soccer sous l'égide de l'Union royale belge des sociétés de football association (URBSFA).

## Histoire
C'est en 2002, pour le Pro Beach Soccer Tour organisé à Knokke en Belgique, que la première sélection des Sables Rouges voit le jour sous la direction de Frédéric Waseige, fils de Robert Waseige ancien sélectionneur des Diables Rouges lui. Cette sélection comprend d'anciennes gloires du football belge, comme Philippe Vande Walle, Georges Grün, Marc Degryse, Danny Boffin, Serge Kimoni ou encore Patrick Vervoort. Pour ses débuts les adversaires sont de haut niveau : la France avec une défaite 9-4 et l’Italie pour un premier succès 8-4. 
Ce tournoi lui permet de rentrer officiellement dans le circuit européen en intégrant l’Euro Beach Soccer League l’année suivante. Les débuts ne sont pas tonitruants mais plutôt encourageants puisque les Belges ne sont pas surclassés par leurs adversaires (7 victoires pour 8 défaites) et parviennent à produire de belles prestations (elle triomphe de la Suisse 4-3 a.p).
En 2004, la Belgique participe pour la première fois à la Coupe du monde mais celle-ci concède deux défaites contre l'Uruguay et le Portugal à nouveau (respectivement 6-4 et 12-1) et ne passe pas la phase de groupe. Elle fait ensuite sensation lors des étapes de l’EBSL en terminant en tête de son groupe et en se qualifiant pour sa première Super-finale. Elle manque de peu le rendez-vous (éliminée dès son premier match par le Portugal 10 buts à 7) mais montre au terme d’une saison faste qu’elle a le potentiel pour faire bonne figure dans cette discipline.
Même si les résultats ne se concrétisent pas par la suite, la Belgique est absente au départ de la compétition en 2007.
Elle refait néanmoins son apparition, grâce à des fonds privés, au tournoi qualificatif à la coupe du monde 2009 (évènement mis en place en 2008, les représentants européens étaient jusque-là choisis en fonction du classement final à l’EBSL). Cette présence est marquée par un renouveau et la véritable intention d’ancrer le Beach Soccer dans les disciplines de l’URBSFA. L’équipe n’a que deux jours d’entrainement lorsqu'elle se rend à Castellón en Espagne. Cette courte préparation n’a pas eu d’impact sur les résultats qui confirment cette envie de renaissance. Dans le groupe de la Pologne, Biélorussie et Norvège, elle parvient à déjouer les pronostics et de se qualifier pour les barrages. En effet face à deux nations de la Division A (Pologne et Norvège), il y a peu d’espoir pour un adversaire n’ayant pas le rythme des rencontres internationales mais après avoir accroché les Polonais (défaite 3-2), elle surclasse la Norvège (9-3) et accède au tour suivant. Sa route est stoppée par l’Italie lors du match de barrage (6-5),.
Plus rien ne se passe depuis lors jusqu'en août 2024 où après 15 ans d'absence, les sables rouges connaissent une résurrection sous l'impulsion de David Mames coach du FC Genappe Beach Soccer lors d'un tournoi international à Casablanca au Maroc lors duquel après 2 défaites initiales contre le pays hôte (9-2) et la France (4-2), la Belgique obtient sa première victoire de cette nouvelle ère contre la Tanzanie (6-6, tab 4-3).
En octobre de la même année, l'équipe belge participe aux qualifications de la coupe du monde 2025 organisée à Cadix 
en Espagne.  Opposée à la Biélorussie (6ème équipe mondiale) et la Moldavie (la Turquie ayant déclaré forfait), la Belgique subit certes 3 défaites (11-1 contre la Biélorussie et 3-2 et 6-4 contre la Moldavie) mais se qualifie pour les 1/8èmes de finale grâce à un nombre de buts marqués supérieur à la Norvège et obtient le privilège d'affronter l'Espagne chez elle (défaite 13-2).

## Palmarès
- Coupe du monde
  - Phase de groupe en 2004

- Euro Beach Soccer League
  - 7e en 2004

## Effectif

### Joueurs
Équipe sélectionnée pour les qualifications UEFA de la Coupe du monde 2025 :
- Gardiens de but
  - Vincent Depotbecker
  - Yasser Azam Hassani
  - Romain Groust Alves (non qualifié)
- Joueurs de champ
  - Lucas Blavier
  - Kévin Busselot
  - Jonathan Coquelle
  - Anis Ennya
  - Tanguy Hanon
  - Jonathan Huby
  - Toni La Rocca
  - Amaury Rose
  - Dorian Tilly
- Sélectionneur
  - David Mames

### Encadrement
- Chef de délégation : Jérémy Chojnowski
- Entraîneur-sélectionneur : David Mames
- Assistant: Jordan Henrotin
- Délégué: Kevin Museur
- Physio: Tom-Arthur Habas